# Ottar

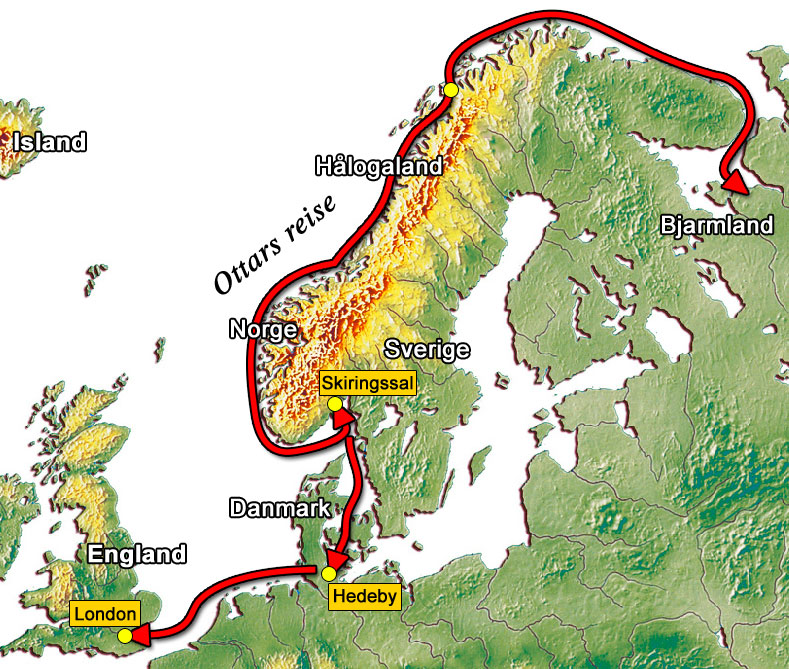
Ottars reizen

Ottar, Ohthere of Othere (9e eeuw) was een rijke koopman uit Hålogaland,  Noorwegen,  het gebied dat toentertijd (rond 890) het noordelijkste door Noren bewoonde gebied was. Hij voer met zijn schip noordwaarts om te zien hoe ver het land zich in die richting uitstrekte, rondde Noordkaap en zeilde uiteindelijk oostwaarts en zuidwaarts de Witte Zee in. Hij kwam tot aan een rivier, waarschijnlijk de Noordelijke Dvina.
Hij beschrijft dat de gebieden waar hij langsvoer grotendeels bar en verlaten waren, met als enige bewoners een aantal Finnen (hiermee bedoelt hij Saami). Wel meldt hij dat er in het gebied veel walrussen waren, die toentertijd voor hun huid en ivoor zeer geliefd waren.
Het verhaal van Ohthere bleef bewaard doordat hij het vertelde aan het hof van koning Alfred van Wessex, waar het werd opgeschreven in de Anglo-Saxon Chronicle.